# Terzigno
Terzigno là một đô thị ở tỉnh Napoli ở vùng Campania, cách khoảng 20 km east of Napoli. Tại thời điểm ngày 31 tháng 12 năm 2004, đô thị này có dân số 16.977 người và diện tích là 23,5 km².
Đô thị Terzigno bao gồm frazione (đơn vị cấp dưới) Boccia al Mauro.
Terzigno giáp các đô thị: Boscoreale, Boscotrecase, Ottaviano, Poggiomarino, San Giuseppe Vesuviano.